# 吉備津
吉備津（きびつ）は、岡山県岡山市北区の高松地域（北区役所高松地域センター管内）東部にある地区である。かつては真金（まかね）と呼ばれていた。旧吉備郡真金町。
地区内北部（吉備津駅周辺）は板倉（いたくら）、南部（吉備津神社周辺）は宮内（みやうち）と呼ばれている。

## 概要
岡山市北区の高松地区中心部の東部にあたり、一宮地区の西隣に位置する。吉備中山北西麓となり、備中国と備前国の国境に接しており、これが一宮地区との境ともなっている。南は吉備中山、北は名越山大平山に挟まれ、平地は東西に横長になっているが、西部は平地が広がっている。
地区内は東西に国道180号と桃太郎線（吉備線）が通っており吉備津駅が設置されている。
かつて周囲は田園地帯であったが、幹線道路があり駅が近くにあるため郊外型ベッドタウンとして主要道路沿線を中心に急速に宅地化が進んだ。なお、主要道から離れた地区では今でも田園が多い。
また、この地区は吉備路の一角でもあり吉備中山の北麓に吉備津神社や福田海、吉備中山山中に吉備津彦命の陵墓を有し、他にも名所・史跡が多い。
付近には最上稲荷・神道山（黒住教本部）もあり、国道180号と周辺道路は正月には大渋滞となり、生活道の一部は通り抜け防止のため一時的に一方通行の制限がされる。

### 小・中学校の学区
公立の小・中学校に通学する場合、学区は次のように指定されている。
| 区域 | 小学校     | 中学校     |
| ---- | ---------- | ---------- |
| 全域 | 鯉山小学校 | 高松中学校 |

## 地名の由来
元は吉備津地区は「真金（まかね）」と呼ばれていた。その後、真金町は高松町に編入合併し、そのときに現在の「吉備津」に改称した。由来は吉備津神社と吉備津駅からである。吉備津の地名の由来を、この付近に吉備国の津（港）があったこととする場合があるが、前述の通り吉備津の地名は高松町と合併してからであるので間違いである。また、この付近に港関連の遺跡もない。

## 史跡・観光地
- 吉備津神社
- 福田海
- 鼻ぐり塚
- 藤原成親遺跡
- 中山茶臼山古墳（吉備津彦命御陵）
- 吉備中山
- 普賢院
- 真金一里塚
- 板倉宿跡
- 妹尾太郎兼康の墓
- 栄西禅師記念碑
- 金毘羅往来道標